# Superficie solo cedit
Superficie solo cedit es una locución latina, que literalmente significa la superficie accede al suelo, utilizada en Derecho al tratar los derechos reales cuando se relacionan con el derecho de accesión. 
Proviene del Derecho romano y su utilización actual se centra en el campo de los derechos reales, dentro del Derecho civil. Según este principio, todas aquellas superficies o bienes que se encuentran inseparablemente en un determinado terreno o finca pertenecen, por accesión, al dueño del suelo.
Esta norma general puede quebrarse en algunos supuestos: como ejemplo, en los casos en que el valor de la propiedad o bien es ostensiblemente mayor al del propio suelo. Así, si ambos elementos pertenecen a propietarios distintos, el ordenamiento jurídico puede establecer que el dueño del suelo puede elegir entre pagar el precio del bien o propiedad en cuestión, para alzarse con la propiedad del mismo o vender el suelo en favor del propietario del bien en concreto.
- Datos: Q331353